# 1974年モナコグランプリ
座標: 北緯43度44分4.74秒 東経7度25分16.8秒 / 北緯43.7346500度 東経7.421333度
1974年モナコグランプリ（英: 1974 Monaco Grand Prix、正式名称: XXXII Grand Prix de Monaco）は、1974年のF1世界選手権の第6戦として、1974年5月26日にモンテカルロ市街地コースで開催された。

## 概要
レースは78周で行われ、ロータスのロニー・ピーターソンが3番手スタートから優勝した。ティレルのジョディー・シェクターが2位、シャドウのジャン＝ピエール・ジャリエが3位となった。

## エントリー
2週間前に開催された前戦ベルギーGPにおいてエントリーが殺到したため、主催者であるモナコ自動車クラブ (Automobile Club de Monaco, ACM) のミシェル・ボエリ会長は、エントリー台数を27台に制限した。そのため、リンカー、トークン、スクーデリア・フィノット、AAWの各チームは欠場し、ウィリアムズ（イソ・マールボロ）はアルトゥーロ・メルツァリオ1台のみエントリーした。一方、前戦ベルギーGPを欠場したクリス・エイモン（エイモン）が復帰した。また、イギリスでF1参戦開始の準備を着々と進めていた日本のマキはハウデン・ガンレイをエントリーしたが参加しなかった。
ロータスは新車76のパフォーマンスがあまりにも低かったため、コーリン・チャップマンは旧型の72Eに戻す決断を下した。モナコには2台の72Eとスペアカーの76を1台持ち込んだ。

### エントリーリスト
| チーム                                             | No. | ドライバー                     | コンストラクター | シャシー  | エンジン                   | タイヤ |
| -------------------------------------------------- | --- | ------------------------------ | ---------------- | --------- | -------------------------- | ------ |
| ジョン・プレイヤー・チーム・ロータス               | 1   | ロニー・ピーターソン           | ロータス         | 72E       | フォード DFV 3.0L V8       | G      |
| ジョン・プレイヤー・チーム・ロータス               | 2   | ジャッキー・イクス             | ロータス         | 72E       | フォード DFV 3.0L V8       | G      |
| エルフ・チーム・ティレル                           | 3   | ジョディー・シェクター         | ティレル         | 007       | フォード DFV 3.0L V8       | G      |
| エルフ・チーム・ティレル                           | 4   | パトリック・デパイユ           | ティレル         | 007 006 1 | フォード DFV 3.0L V8       | G      |
| マールボロ・チーム・テキサコ                       | 5   | エマーソン・フィッティパルディ | マクラーレン     | M23       | フォード DFV 3.0L V8       | G      |
| マールボロ・チーム・テキサコ                       | 6   | デニス・ハルム                 | マクラーレン     | M23       | フォード DFV 3.0L V8       | G      |
| ヤードレー・チーム・マクラーレン                   | 33  | マイク・ヘイルウッド           | マクラーレン     | M23       | フォード DFV 3.0L V8       | G      |
| モーターレーシング・ディベロップメンツ・リミテッド | 7   | カルロス・ロイテマン           | ブラバム         | BT44      | フォード DFV 3.0L V8       | G      |
| モーターレーシング・ディベロップメンツ・リミテッド | 8   | リッキー・フォン・オペル       | ブラバム         | BT44      | フォード DFV 3.0L V8       | G      |
| マーチ・エンジニアリング                           | 9   | ハンス＝ヨアヒム・スタック     | マーチ           | 741       | フォード DFV 3.0L V8       | G      |
| マーチ・エンジニアリング                           | 10  | ヴィットリオ・ブランビラ       | マーチ           | 741       | フォード DFV 3.0L V8       | G      |
| スクーデリア・フェラーリ SpA SEFAC                 | 11  | クレイ・レガツォーニ           | フェラーリ       | 312B3-74  | フェラーリ 001/11 3.0L F12 | G      |
| スクーデリア・フェラーリ SpA SEFAC                 | 12  | ニキ・ラウダ                   | フェラーリ       | 312B3-74  | フェラーリ 001/11 3.0L F12 | G      |
| チーム・モチュール・BRM                            | 14  | ジャン＝ピエール・ベルトワーズ | BRM              | P201      | BRM P200 3.0L V12          | F      |
| チーム・モチュール・BRM                            | 15  | アンリ・ペスカロロ             | BRM              | P160E     | BRM P142 3.0L V12          | F      |
| チーム・モチュール・BRM                            | 37  | フランソワ・ミゴール           | BRM              | P160E     | BRM P142 3.0L V12          | F      |
| UOP・シャドウ・レーシングチーム                    | 16  | ブライアン・レッドマン         | シャドウ         | DN3       | フォード DFV 3.0L V8       | G      |
| UOP・シャドウ・レーシングチーム                    | 17  | ジャン＝ピエール・ジャリエ     | シャドウ         | DN3       | フォード DFV 3.0L V8       | G      |
| バング&オルフセン・チーム・サーティース            | 18  | カルロス・パーチェ             | サーティース     | TS16      | フォード DFV 3.0L V8       | F      |
| バング&オルフセン・チーム・サーティース            | 19  | ヨッヘン・マス                 | サーティース     | TS16      | フォード DFV 3.0L V8       | F      |
| フランク・ウィリアムズ・レーシングカーズ           | 20  | アルトゥーロ・メルツァリオ     | イソ・マールボロ | FW        | フォード DFV 3.0L V8       | F      |
| チーム・エンサイン                                 | 22  | ヴァーン・シュパン             | エンサイン       | N174      | フォード DFV 3.0L V8       | F      |
| トロージャン-トーラナック・レーシング              | 23  | ティム・シェンケン             | トロージャン     | T103      | フォード DFV 3.0L V8       | F      |
| ヘスケス・レーシング                               | 24  | ジェームス・ハント             | ヘスケス         | 308       | フォード DFV 3.0L V8       | F      |
| マキ・エンジニアリング                             | 25  | ハウデン・ガンレイ 2           | マキ             | F101      | フォード DFV 3.0L V8       | F      |
| エンバシー・レーシング・ウィズ・グラハム・ヒル     | 26  | グラハム・ヒル                 | ローラ           | T370      | フォード DFV 3.0L V8       | F      |
| エンバシー・レーシング・ウィズ・グラハム・ヒル     | 27  | ガイ・エドワーズ               | ローラ           | T370      | フォード DFV 3.0L V8       | F      |
| ジョン・ゴールディ・レーシング・ウィズ・ヘキサゴン | 28  | ジョン・ワトソン               | ブラバム         | BT42      | フォード DFV 3.0L V8       | F      |
| クリス・エイモン・レーシング                       | 30  | クリス・エイモン               | エイモン         | AF101     | フォード DFV 3.0L V8       | F      |
| 出典:                                              |     |                                |                  |           |                            |        |

追記
- ^1 - デパイユは007で出走する予定だったが、決勝直前にマシントラブルが発生したため、スペアカーの006に乗り換えて出走した[4]
- ^2 - エントリーのみ

## 予選
（特記のない出典：）
プラクティスは木曜日の午後から土曜日までの3日間行われたが、本当の意味でのタイムアタックは金曜日の早朝5時から始まった。
金曜の時点でのトップタイムはニキ・ラウダの1分26秒3で、ロータス・76の不振により古い72Eに戻したロニー・ピーターソンが0.5秒差で続く。この日注目を浴びたのはティレルのジョディー・シェクターで、モンテカルロ市街地コースを走った経験はほとんどないにもかかわらず、同コースでの走行経験が豊富なチームメイトのパトリック・デパイユと同タイムの1分27秒1を叩き出した。
最終日の土曜日、ラウダは1分26秒8で自己ベストを更新できなかったがポールポジションを獲得し、チームメイトのクレイ・レガツォーニが1分26秒6に縮めて2番手を獲得し、フェラーリがフロントローを独占した。

### 予選結果
| 順位  | No. | ドライバー                     | コンストラクター          | タイム | 差   | Grid |
| ----- | --- | ------------------------------ | ------------------------- | ------ | ---- | ---- |
| 1     | 12  | ニキ・ラウダ                   | フェラーリ                | 1:26.3 | -    | 1    |
| 2     | 11  | クレイ・レガツォーニ           | フェラーリ                | 1:26.6 | +0.3 | 2    |
| 3     | 1   | ロニー・ピーターソン           | ロータス-フォード         | 1:26.8 | +0.5 | 3    |
| 4     | 4   | パトリック・デパイユ           | ティレル-フォード         | 1:27.1 | +0.8 | PL 1 |
| 5     | 3   | ジョディー・シェクター         | ティレル-フォード         | 1:27.1 | +0.8 | 5    |
| 6     | 17  | ジャン＝ピエール・ジャリエ     | シャドウ-フォード         | 1:27.5 | +1.2 | 6    |
| 7     | 24  | ジェームス・ハント             | ヘスケス-フォード         | 1:27.8 | +1.5 | 7    |
| 8     | 7   | カルロス・ロイテマン           | ブラバム-フォード         | 1:27.8 | +1.5 | 8    |
| 9     | 9   | ハンス＝ヨアヒム・スタック     | マーチ-フォード           | 1:28.0 | +1.7 | 9    |
| 10    | 33  | マイク・ヘイルウッド           | マクラーレン-フォード     | 1:28.1 | +1.8 | 10   |
| 11    | 14  | ジャン＝ピエール・ベルトワーズ | BRM                       | 1:28.1 | +1.8 | 11   |
| 12    | 6   | デニス・ハルム                 | マクラーレン-フォード     | 1:28.2 | +1.9 | 12   |
| 13    | 5   | エマーソン・フィッティパルディ | マクラーレン-フォード     | 1:28.2 | +1.9 | 13   |
| 14    | 20  | アルトゥーロ・メルツァリオ     | イソ・マールボロ-フォード | 1:28.5 | +2.2 | 14   |
| 15    | 10  | ヴィットリオ・ブランビラ       | マーチ-フォード           | 1:28.7 | +2.4 | 15   |
| 16    | 16  | ブライアン・レッドマン         | シャドウ-フォード         | 1:28.8 | +2.5 | 16   |
| 17    | 19  | ヨッヘン・マス                 | サーティース-フォード     | 1:28.8 | +2.5 | 17   |
| 18    | 18  | カルロス・パーチェ             | サーティース-フォード     | 1:29.1 | +2.5 | 18   |
| 19    | 2   | ジャッキー・イクス             | ロータス-フォード         | 1:29.4 | +3.1 | 19   |
| 20    | 30  | クリス・エイモン               | エイモン-フォード         | 1:29.8 | +3.5 | 20   |
| 21    | 26  | グラハム・ヒル                 | ローラ-フォード           | 1:30.0 | +3.7 | 21   |
| 22    | 37  | フランソワ・ミゴール           | BRM                       | 1:30.0 | +3.7 | 22   |
| 23    | 28  | ジョン・ワトソン               | ブラバム-フォード         | 1:30.0 | +3.7 | 23   |
| 24    | 23  | ティム・シェンケン             | トロージャン-フォード     | 1:30.2 | +3.9 | 24   |
| 25    | 22  | ヴァーン・シュパン             | エンサイン-フォード       | 1:30.3 | +4.0 | 25   |
| 26    | 27  | ガイ・エドワーズ               | ローラ-フォード           | 1:30.4 | +4.1 | 26   |
| 27    | 15  | アンリ・ペスカロロ             | BRM                       | 1:30.7 | +4.4 | 27   |
| 28    | 8   | リッキー・フォン・オペル       | ブラバム-フォード         | 1:31.1 | +4.8 | DNQ  |
| 出典: |     |                                |                           |        |      |      |

追記
- スターティンググリッドは27台に制限
- ^1 - デパイユは決勝直前にティレル・007がトラブルに見舞われたため、スペアカーのティレル・006に乗り換えたが、所定のグリッドに付けなかったためピットレーンからスタートした[6]。

## 決勝
（特記のない出典：）
フォーメーションラップ中にトラブルが発生したため、2台が出走を見合わせた。ヨッヘン・マスはホイールシャフトが破損し、プラクティスからトラブルが頻発していたクリス・エイモンはディストリビューターにトラブルが発生した。
パトリック・デパイユは決勝前のウォームアップでティレル・007が燃料漏れを起こしてしまい、修理する時間がなかったためスペアカーのティレル・006に乗り換えた。しかし、所定の4番グリッドに着くには間に合わず、ピットレーンからのスタート（最後尾スタート）を余儀なくされた。カルロス・ロイテマンはギアボックスに問題が発生したが、修理が間に合い所定のグリッドからスタートすることができた。
ロニー・ピーターソンが好スタートを決め、フロントローを独占したフェラーリ勢をかわして首位に立った。クレイ・レガツォーニ、ニキ・ラウダのフェラーリ勢が2-3位に後退し、ジャン＝ピエール・ジャリエが続く。
レースは序盤からアクシデントが続き、サバイバルレースの様相を呈した。まず、スタート直後に後方グループで多重クラッシュが発生する。ジャン＝ピエール・ベルトワーズとデニス・ハルムのタイヤが接触した影響により両者リタイアとなる。この直後を走っていたエマーソン・フィッティパルディは間一髪で横をすり抜けてアクシデントを回避したが、その後方を走る5台がアクシデントに巻き込まれ、一斉にリタイアとなった。
1周目の終わりにはレガツォーニが首位に立ち、ラウダが2番手とフェラーリ勢が1-2位の座を取り戻す。好スタートを決めたピーターソンはジャリエにも抜かれて4位に後退したが、3周目にはジャリエを抜き返した。その後方ではマイク・ヘイルウッドがジェームス・ハントとハンス＝ヨアヒム・スタックを抜き去り、スタックもハントに仕掛けるも両者は接触。スタックのマシンはミラボーからカジノスクエアまで吹っ飛んでクラッシュし、そのままリアイアとなった。
6周目にピーターソンがヘアピンを抜けたコーナーでスピンを喫した。直後を走っていたジャリエは接触を免れたが、コースに復帰するためにバックしていたピーターソンのリアタイヤにロイテマンのフロントタイヤが接触してしまう。ピーターソンはノーダメージだったが、ロイテマンはアップライトを壊してリタイアとなった。
レース中盤まで続いたフェラーリ勢の1-2体制はレガツォーニがピット直前でスピンを喫して5位に後退したことで崩れ去り、スピンで一時6位まで順位を落としていたピーターソンが26周目にジャリエを抜いて2位に浮上する。32周目、首位を独走していたラウダのエンジンが異音を発し始めて速度を落としてストップした。これでピーターソンは首位に返り咲いた。
ロータス・72Eは登場から5年目を迎えたが、その歳月を感じさせない力強い走りでピーターソンはそのまま首位を独走し、2位のジョディー・シェクターに30秒近い大差を付けて今シーズン初勝利を挙げた。シェクターは自己最高位を更新する2位、ジャリエはレガツォーニやフィッティパルディを抑えて3位となり、F1キャリア初の表彰台を獲得した。ジョン・ワトソンは6位に入賞し、F1初のポイントを獲得した。

### レース結果
| 順位                                                        | No. | ドライバー                     | コンストラクター          | 周回数 | タイム/リタイア原因  | Grid | Pts. |
| ----------------------------------------------------------- | --- | ------------------------------ | ------------------------- | ------ | -------------------- | ---- | ---- |
| 1                                                           | 1   | ロニー・ピーターソン           | ロータス-フォード         | 78     | 1:58:03.7            | 3    | 9    |
| 2                                                           | 3   | ジョディー・シェクター         | ティレル-フォード         | 78     | +28.8                | 5    | 6    |
| 3                                                           | 17  | ジャン＝ピエール・ジャリエ     | シャドウ-フォード         | 78     | +48.9                | 6    | 4    |
| 4                                                           | 11  | クレイ・レガツォーニ           | フェラーリ                | 78     | +1:03.1              | 2    | 3    |
| 5                                                           | 5   | エマーソン・フィッティパルディ | マクラーレン-フォード     | 77     | +1 Lap               | 13   | 2    |
| 6                                                           | 28  | ジョン・ワトソン               | ブラバム-フォード         | 77     | +1 Lap               | 23   | 1    |
| 7                                                           | 26  | グラハム・ヒル                 | ローラ-フォード           | 76     | +2 Laps              | 21   |      |
| 8                                                           | 27  | ガイ・エドワーズ               | ローラ-フォード           | 75     | +3 Laps              | 26   |      |
| 9                                                           | 4   | パトリック・デパイユ           | ティレル-フォード         | 74     | +4 Laps              | PL   |      |
| Ret                                                         | 15  | アンリ・ペスカロロ             | BRM                       | 62     | ギアボックス         | 27   |      |
| Ret                                                         | 2   | ジャッキー・イクス             | ロータス-フォード         | 34     | エンジン             | 19   |      |
| Ret                                                         | 12  | ニキ・ラウダ                   | フェラーリ                | 32     | イグニッション       | 1    |      |
| Ret                                                         | 24  | ジェームス・ハント             | ヘスケス-フォード         | 27     | ハーフシャフト       | 7    |      |
| Ret                                                         | 33  | マイク・ヘイルウッド           | マクラーレン-フォード     | 11     | アクシデント         | 10   |      |
| Ret                                                         | 7   | カルロス・ロイテマン           | ブラバム-フォード         | 5      | サスペンション       | 8    |      |
| Ret                                                         | 37  | フランソワ・ミゴール           | BRM                       | 4      | アクシデント         | 22   |      |
| Ret                                                         | 22  | ヴァーン・シュパン             | エンサイン-フォード       | 4      | アクシデント         | 25   |      |
| Ret                                                         | 9   | ハンス＝ヨアヒム・スタック     | マーチ-フォード           | 3      | 接触                 | 9    |      |
| Ret                                                         | 14  | ジャン＝ピエール・ベルトワーズ | BRM                       | 0      | 接触                 | 11   |      |
| Ret                                                         | 6   | デニス・ハルム                 | マクラーレン-フォード     | 0      | 接触                 | 12   |      |
| Ret                                                         | 20  | アルトゥーロ・メルツァリオ     | イソ・マールボロ-フォード | 0      | 接触                 | 14   |      |
| Ret                                                         | 10  | ヴィットリオ・ブランビラ       | マーチ-フォード           | 0      | 接触                 | 15   |      |
| Ret                                                         | 16  | ブライアン・レッドマン         | シャドウ-フォード         | 0      | 接触                 | 16   |      |
| Ret                                                         | 18  | カルロス・パーチェ             | サーティース-フォード     | 0      | 接触                 | 18   |      |
| Ret                                                         | 23  | ティム・シェンケン             | トロージャン-フォード     | 0      | 接触                 | 24   |      |
| DNS                                                         | 19  | ヨッヘン・マス                 | サーティース-フォード     |        | ドライブシャフト     | 17   |      |
| DNS                                                         | 30  | クリス・エイモン               | エイモン-フォード         |        | ディストリビューター | 20   |      |
| DNQ                                                         | 8   | リッキー・フォン・オペル       | ブラバム-フォード         |        | 予選不通過           | 29   |      |
| 優勝スピード（勝者ピーターソンの平均速度）：129.941 km/h    |     |                                |                           |        |                      |      |      |
| ファステストラップ：ロニー・ピーターソン - 1:27.9（57周目） |     |                                |                           |        |                      |      |      |
| 出典:                                                       |     |                                |                           |        |                      |      |      |

ラップリーダー
※太字は最多ラップリーダー
- クレイ・レガツォーニ - 20周 (1-20)
- ニキ・ラウダ - 12周 (21-32)
- ロニー・ピーターソン - 46周 (33-78)

## 主な記録

### ドライバー
- 初入賞 / 初表彰台：ジャン＝ピエール・ジャリエ - 16戦目[W 11]
- 初入賞：ジョン・ワトソン - 8戦目[W 12]
- ジョディー・シェクターが2位に入り、南アフリカ人ドライバーが5回目の表彰台を獲得した[W 13]。

### コンストラクター
- ロータスがモナコグランプリ6勝目[注 3]を挙げ、1972年に5勝目を挙げたBRMを抜いて単独1位となった[W 14]。

### エンジン
- フォード・コスワースが61回目のファステストラップを記録し、第4戦スペインGPで61回目のファステストラップを記録したフェラーリに並ぶ1位タイとなった[W 15]。

## 第6戦終了時点のランキング
|       | 順位 | ドライバー                     | ポイント |
| ----- | ---- | ------------------------------ | -------- |
|       | 1    | エマーソン・フィッティパルディ | 24       |
| 1     | 2    | クレイ・レガツォーニ           | 22       |
| 1     | 3    | ニキ・ラウダ                   | 21       |
| 4     | 4    | ジョディー・シェクター         | 12       |
| 1     | 5    | デニス・ハルム                 | 11       |
| 出典: |      |                                |          |

|       | 順位 | コンストラクター      | ポイント |
| ----- | ---- | --------------------- | -------- |
|       | 1    | マクラーレン-フォード | 37       |
|       | 2    | フェラーリ            | 30       |
| 1     | 3    | ティレル-フォード     | 16       |
| 3     | 4    | ロータス-フォード     | 13       |
|       | 5    | ブラバム-フォード     | 10       |
| 出典: |      |                       |          |

- 注: トップ5のみ表示。有効ポイントは前半8戦のうちベスト7戦と後半7戦のうちベスト6戦の合計。